# Waschhaus (Cercoux)

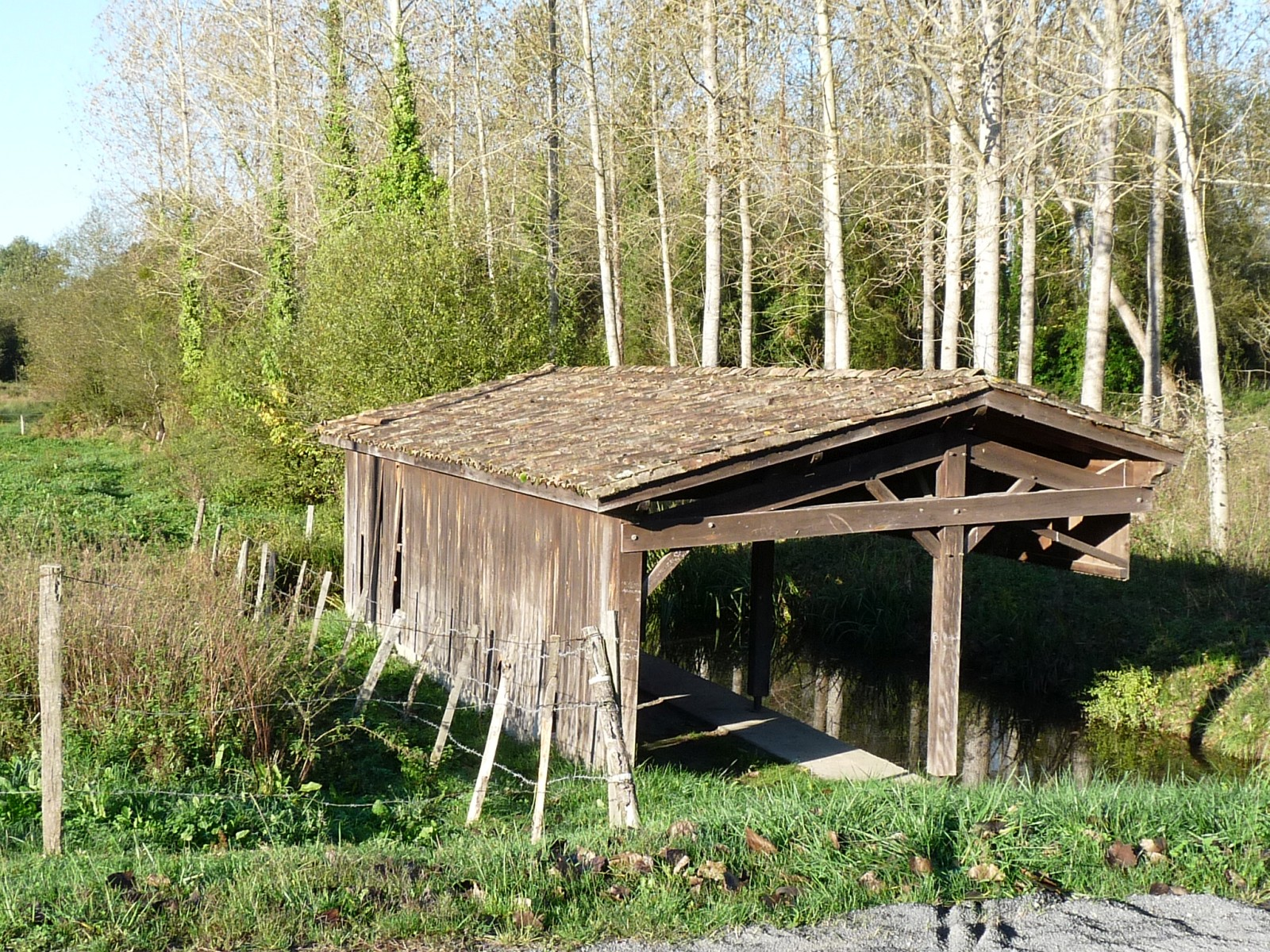
Waschhaus in Cercoux

Das Waschhaus (französisch lavoir) in Cercoux, einer französischen Gemeinde im Département Charente-Maritime in der Region Nouvelle-Aquitaine, wurde 19. Jahrhundert errichtet.  
Das öffentliche Waschhaus an einem Bach wurde Anfang des 20. Jahrhunderts von Jugendlichen der Association Solidarité-Jeunesse renoviert. Die Holzkonstruktion wird von einem Satteldach mit Ziegeldeckung geschützt.   